# Stanisław Głąbiński (duchowny)
Stanisław Głąbiński (ur. 7 listopada 1892, zm. 6 września 1965) – polski duchowny rzymskokatolicki, doktor teologii, proboszcz parafii Stara Błotnica i na radomskich Glinicach.
Urodził się 7 listopada 1892 r. w Osówce jako syn Antoniego i Marianny ze Stańkowskich. W 1908 r. ukończył progimnazjum męskie w Sandomierzu, a następnie, w Radomiu, piątą klasę gimnazjum męskiego. W latach 1909–1914 studiował w Wyższym Seminarium Duchownym w Sandomierzu. 17 stycznia 1915 r. przyjął święcenia diakonatu, a 21 marca z rąk bp. Mariana Ryxa – święcenia prezbiteriatu. W 1915 r. został skierowany do pracy jako wikariusz w parafii św. Jana Chrzciciela w Jastrzębiu. Następnie został wikariuszem w parafii Stromiec, a w 1917 r. w Opocznie. W 1917 r. podjął studia teologiczne na Uniwersytecie w Innsbrucku. Kontynuował je na Wydziale Teologicznym Uniwersytetu Jagiellońskiego. Ukończył je w 1921 r. ze stopniem doktora teologii. W tym samym roku został administratorem parafii Wielka Wola, gdzie kontynuował prace renowacyjne kościoła parafialnego w Paradyżu. Następnie został skierowany w 1925 r. do pracy jako prefekt w Szkole Handlowej – Gimnazjum Filologicznym Żeńskim w Radomiu, a potem w Gimnazjum w Kozienicach. W 1927 r. został przeniesiony do pracy w Gimnazjum Matematyczno-Przyrodniczym w Kamiennej. W 1930 r. został proboszczem parafii na radomskich Glinicach, gdzie rozpoczął budowę kościoła Najświętszego Serca Jezusowego. Udało się mu położyć żelbetowe fundamenty i rozpocząć wznoszenie murów. Poświęcenie kamienia węgielnego pod nową świątynię, dokonane przez bpa Pawła Kubickiego – biskupa pomocniczego sandomierskiego, odbyło się 5 maja 1932 r. Po 10 latach pełnienia funkcji proboszcza, ze względu na zły stan zdrowia, Głąbiński poprosił o zmianę parafii. 15 lipca 1940 r. został mianowany proboszczem w Starej Błotnicy. 1 kwietnia 1941 r. władze okupacyjne poinformowały o zamiarze wyburzenia kościoła parafialnego w Starej Błotnicy i przesiedlenia okolicznych mieszkańców, w związku z planowaną budową poligonu wojskowego. Ordynariusz diecezji sandomierskiej bp Jan Kanty Lorek interweniował u władz cywilnych i wojskowych, co jednak nie przyniosło rezultatu. Przed terminem rozbiórki kościoła Głąbiński wysłał list do Generalnego Gubernatora w Krakowie. Z niewiadomych przyczyn list trafił do Berlina, skąd przyszła wiadomość uwzględniająca prośbę Głąbińskiego i cofająca decyzję o rozbiórce i przesiedleniu ludności.
Po zakończeniu II wojny światowej wspierał oddział partyzancki por. Stefana Bembińskiego, m.in. udzielając schronienia i pomocy finansowej. Inwigilowany przez UB, aresztowany przez Wojewódzki Urząd Bezpieczeństwa Publicznego w Kielcach 16 lutego 1946 r. w nocy. Został oskarżony m.in. o utrzymywanie kontaktów i wspieranie oddziału por. Bembińskiego i działania przeciwko świadczeniom rzeczowym, a także przynależność do Armii Krajowej oraz do organizacji "Wolność i Niezawisłość". W więzieniu przebywał do 29 kwietnia, zwolniony "z braku dowodów winy", choć pewne źródła mówią, że wyszedł na wolność na początku maja, na podstawie amnestii, dzięki czemu nie odbył do końca kary trzech miesięcy więzienia, na którą miał został skazany. Również w kwietniu 1947 r. znalazł się w kręgu zainteresowania UB z powodu swoich publicznych wypowiedzi krytykujących władze.
Dwukrotnie, w czerwcu 1954 r. i wrześniu 1955 r. bp Jan Kanty Lorek starał się o zgodę Wojewódzkiej Rady Narodowej w Kielcach na mianowanie ks. Głąbińskiego dziekanem jedlińskim, bezskutecznie – władze zarzucały mu negatywny stosunek do Polski Ludowej. Wypełniając zalecenia bpa Jana Kantego Lorka Głąbiński podejmował działania w celu ożywienia tradycji pielgrzymowania do Starej Błotnicy. Podczas kierowania przez niego parafią, na mocy dekretu biskupa sandomierskiego 25 lutego 1963 r. kościół uzyskał status sanktuarium maryjnego diecezji sandomierskiej. Rozpoczął starania o koronację Obrazu Matki Bożej Pocieszenia.
Zmarł 6 września 1965 r. pozostając na stanowisku proboszcza błotnickiego do śmierci, w ostatnich latach wspierany przez administratora parafii ks. Antoniego Mąkosę.
Jego imieniem zostało nazwane rondo w Starej Błotnicy.